# (9506) Telramund
(9506) Telramund ist ein Asteroid des äußeren Hauptgürtels. Am 25. September 1973 entdeckten ihn Cornelis Johannes van Houten und Ingrid van Houten-Groeneveld an der Universität Leiden auf Aufnahmen, die von Tom Gehrels am Palomar-Observatorium in Kalifornien gemacht worden waren. Die Helligkeit lag bei 18,5 mag
Der Asteroid wurde benannt nach Graf Telramund, Ehemann von Ortrud, eine Figur in Richard Wagners Oper Lohengrin. Er wollte über Brabant herrschen.

## Telramund-Familie
(9506) Telramund wird aufgrund seiner Bahneigenschaften noch zur Klytaemnestra-Familie gerechnet. Neue Untersuchungen von 2019 weisen aber darauf hin, dass die bisher definierte Klytaemnestra-Familie wahrscheinlich keinen gemeinsamen Ursprung besitzt, sondern in drei Untergruppen aufzuteilen ist: Eine kleine Gruppe um (179) Klytaemnestra, mehrere nicht dazu gehörende „Eindringlinge“ sowie eine große Gruppe von etwa 320 Mitgliedern, deren größte (9506) Telramund und (18993) 2000 RB43 von etwa gleicher Größe sind. (9506) Telramund wäre damit namensgebend für eine neue Asteroidenfamilie. Das Alter der Telramund-Familie wird auf 219 ± 49 Mio. Jahre geschätzt.